# Sunday Mail
Il Sunday Mail è un tabloid scozzese pubblicato ogni domenica. È il giornale gemello del Daily Record ed è di proprietà di Reach plc (gruppo editoriale in precedenza denominato Trinity Mirror).

## Storia
Il giornale pone una forte enfasi sui valori familiari ed è ben noto per le sue incisive indagini.
Nel settembre 1999, quando l'editore Jim Cassidy fu licenziato, la tiratura del giornale fu di 767.000. Il suo rivale più vicino era l'edizione scozzese del News of the World che all'epoca vendeva circa 350.000 copie.
A dicembre 2016, il Sunday Mail aveva una diffusione di 172.513 copie. Questo è sceso a 166.195 a febbraio 2017, 159.880 a aprile 2017 e 152.892 a luglio 2017.
Il 12 maggio 2019, il Sunday Mail ha annunciato il suo sostegno al Partito Verde Scozzese nelle successive elezioni europee, diventando la prima grande pubblicazione in Scozia a sostenere il partito, nonostante non sia d'accordo con la posizione favorevole all'indipendenza dei Verdi.
Non deve essere confuso con The Mail on Sunday. Il Daily Mail non è stato in grado di usare il titolo "Sunday Mail" quando ha lanciato un'edizione domenicale nel 1982 a causa del giornale scozzese.

## Redattori
1973: Clive Sandground
1981: Endell Laird
1988: Noel Young
1991: Jim Cassidy
1999: Peter Cox
2000: Allan Rennie
2009: Jim Wilson
2016: Brendan McGinty

## Redattori di news
- Derek Alexander

## Attuali giornalisti
- Norman Silvester
- Craig McDonald
- John Ferguson (Redattore politico)
- Julie-Anne Barnes
- Heather Greenaway
- Allan Bryce (Redattore sportivo)

## Ex giornalisti
- Marion Scott
- Charles Lavery
- Andrew Gold
- Angus McLeod (Redattore politico)
- Russell Findlay
- Brian Lironi (Redattore politico)
- John Nairn
- Bill Aitken
- Alex Scozia
- Steve Dinneen
- Jamie Livingstone
- Noreen Barr
- Andy Sannholm
- Suzie Cormack
- Victoria Raimes
- Archie McKay

Gavin Goodwin
- Nick Hunter (Assistente al montaggio)
- John Finlayson

## Ex editorialisti
- Elaine C. Smith
- Gerry Hassan
- Gary Keown
- Scott Robinson
- Melanie Reid